# Elecciones parlamentarias de Groenlandia de 2005
Las elecciones parlamentarias de Groenlandia de 2005 se llevaron a cabo el 15 de noviembre. Se llevó la victoria el Siumut y su candidato Hans Enoksen que se convirtió en primer ministro de Groenlandia.

## Resultados
| Partido                        | Votos 2005 | % 2005 | Escaños 2005 | % 2002 | Escaños 2002 |
| ------------------------------ | ---------- | ------ | ------------ | ------ | ------------ |
| Siumut                         | 8855       | 30,7   | 10           | 28,5   | 10           |
| Demokraatit                    | 6596       | 22,8   | 7            | 15,9   | 5            |
| Inuit Ataqatigiit              | 6517       | 22,6   | 7            | 25,3   | 8            |
| Atassut                        | 5527       | 19,1   | 6            | 20,2   | 7            |
| Kattusseqatigiit               | 1170       | 4,1    | 1            | 5,3    | 1            |
| Altri                          | 216        | 0,8    | -            | 4,8    | -            |
| Afluencia= 74,9% (2002: 74,6%) |            |        | 31           |        | 31           |